# Sympathicomimetica
Sympathicomimetica zijn middelen die een stimulerende werking hebben op het sympathisch zenuwstelsel. Dit deel van het zenuwstelsel bereidt het lichaam voor op actie. Een sympathicomimeticum kan lichamelijke reacties oproepen zoals 
- verhoging van het hartritme
- verhoging van de bloeddruk
- vernauwing van de bloedvaten (vasoconstrictie)
- verwijding van de luchtwegen (bronchodilatatie)

De geneeskunde maakt onder andere gebruik van sympathicomimetica om aandoeningen van de luchtwegen (astma en COPD) te behandelen. 
Er bestaan ook middelen die het sympathisch zenuwstelsel afremmen in plaats van stimuleren. Dergelijke middelen worden sympathicolytica genoemd.

## sympathicomimetica
- amfetamine
- benzfetamine
- benzylpiperazine
- cathine (aangetroffen in Catha edulis)
- cathinon (aangetroffen in Catha edulis, khat)
- cocaïne (aangetroffen in Erythroxylum coca, coca)
- dextro-amfetamine
- efedrine (aangetroffen in Ephedra)
- lisdexamfetamine (Vyvanse)
- maprotiline (Ludiomil)
- MDMA (Ecstasy, Molly)
- methamfetamine
- methcathinon
- methylenedioxypyrovalerone
- methylfenidaat (Ritalin)
- 4-methylaminorex
- oxymetazoline (Afrin, Vicks Sinex)
- pemoline (Cylert)
- fenmetrazine (Preludin)
- propylhexedrine (Benzedrex)
- pseudoefedrine (Sudafed, SudoGest, aangetroffen in Ephedra soorten)